# 西山居
珠海西山居世游科技有限公司（简称为西山居）是中国的一家游戏开发公司。该公司前身为金山游戏项目组，是中国大陆最早的游戏工作室，该公司的著名作品是剑侠情缘系列。

## 沿革
1994年6月，金山创始人求伯君设立了金山游戏项目组，是西山居的前身。1995年5月，西山居游戏工作室成立，是中国大陆最早的游戏工作室之一。1996年1月，西山居发布了中国大陆的第一款商业游戏《中关村启示录》。1997年4月，西山居发布《剑侠情缘》单机版。2000年7月，《剑侠情缘贰》发售20万套。2003年9月，西山居上线《剑侠情缘网络版》，开始进入网络游戏市场。
2011年1月24日，金山宣佈對西山居進行股份改制，管理层收购讓其金山旗下遊戲業務獨立為子公司；2012年5月11日正式成立珠海西山居世游科技有限公司，負責所有西山居遊戲的營運。
2018年，西山居乔迁至广东省珠海市珠海高新技术产业开发区前岛环路金山软件园。

## 主要作品
| 名称                   | 发行时间   | 游戏类型                   | 备注                                                                           |
| ---------------------- | ---------- | -------------------------- | ------------------------------------------------------------------------------ |
| 中关村启示录           | 1996年1月  | 模拟经营游戏               |                                                                                |
| 中国民航               | 1996年4月  | 模拟经营游戏               |                                                                                |
| 剑侠情缘               | 1997年4月  | 角色扮演游戏               |                                                                                |
| 抗日：地雷战           | 1998年3月  | 回合制策略游戏             |                                                                                |
| 决战朝鲜               | 1999年4月  | 回合制策略游戏             |                                                                                |
| 剑侠情缘贰             | 2000年7月  | 动作角色扮演游戏           |                                                                                |
| 剑侠情缘外传：月影传说 | 2001年6月  | 动作角色扮演游戏           |                                                                                |
| 新剑侠情缘             | 2001年12月 | 动作角色扮演游戏           | 剑侠情缘第一代的重制版                                                         |
| 天王                   | 2002年12月 | 3D动作角色扮演游戏         |                                                                                |
| 剑侠情缘网络版         | 2002年9月  | 大型多人在线角色扮演游戏   |                                                                                |
| 剑侠情缘网络版2        | 2005年9月  | 大型多人在线角色扮演游戏   |                                                                                |
| 剑侠情缘网络版叁       | 2009年8月  | 3D大型多人在线角色扮演游戏 |                                                                                |
| 反恐行动               | 2014年     | 第一人称射击游戏           | 游戏原为由金山公司另一工作室鲸彩工作室于2008年发布，西山居于2014年接手并重做。 |
| 少女咖啡枪             | 2016年     | 3D射擊少女養成游戏         |                                                                                |
| 自由禁区               | 2018年     | 大逃杀游戏                 |                                                                                |
| 雙生視界               | 2019年     | 3D射擊少女養成游戏         |                                                                                |
| 尘白禁区               | 2023年     | 轻科幻美少女射击RPG        |                                                                                |
| 东方：平野孤鸿         | 2024年     | 模拟经营游戏               |                                                                                |
| 解限机                 | 2025年     | 多人机甲射击游戏           |                                                                                |

## 成都西山居
成都西山居世游科技有限公司，簡稱成都西山居或成都西山居世游，前身為亚丁工作室，目前負責《春秋Q传》營運。

## 西山居艺创中心
西山居艺创中心为西山居旗下的一个动画制作团队，目前作品有3D动画《梦塔之雪谜城》。